# أمين المهذبي
أمين المهذبي، لاعب كرة قدم تونسي يلعب حالياً في الاتحاد الرياضي ببنقردان.

## روابط خارجية
- أمين المهذبي على موقع قاعدة بيانات كرة القدم.إي يو (الإنجليزية)
- أمين المهذبي على موقع Soccerway.com (الإنجليزية)
- أمين المهذبي على موقع كووورة